# Красное дерево (фильм)
«Красное дерево» (англ. Mahogany) — американский драматический фильм, снятый Берри Горди в 1975 году.
Первоначально в режиссёрское кресло был посажен Тони Ричардсон, однако вскоре был уволен из-за недовольства Горди, тогда он взял «бразды правления» в свои руки. Главную роль в фильме играет Дайана Росс, для которой это был уже второй фильм, за предыдущий, «Леди поёт блюз», она получила номинацию на премию «Оскар» как лучшая актриса. В этой картине она играет Трейси Чемберс, обездоленную  афроамериканку, живущую в Чикаго, которая благодаря помощи друга-фотографа становится модельером в Риме.
Премьера состоялась 8 октября 1975 года в США, европейская премьера прошла в марте 1976 года в Великобритании. Фильм получил неоднозначные критические отзывы, но был коммерчески успешным.

## Сюжет
Трейси Чемберс — амбициозная афроамериканка, живущая в бедных районах Чикаго и мечтающая стать модельером. Работая ассистентом в универмаге, она встречается с Шоном Макэвоем, модным фотографом, который видит в ней потенциальную музу и уговаривает её переехать в Рим, чтобы найти славу в качестве модели, а затем в качестве модельера. Став богатой и знаменитой, Трейси, которую теперь называют «Махагони», должна сделать выбор между тремя влюблёнными в неё мужчинами: Шоном, который раскрыл её потенциал, Кристианом Розетти, итальянским графом, миллионером, который помог ей сделать себе имя как модельера, и Брайаном Уокером, активистом из гетто Чикаго, в которого она влюбилась до отъезда в Европу.

## В ролях
- Дайана Росс — Трейси Чемберс
- Билли Ди Уильямс — Брайан Уолкер
- Энтони Перкинс — Шон Макэвой
- Жан-Пьер Омон — граф Кристиан Розетти
- Би Ричардс — Флоренс
- Нина Фох — мисс Эванс
- Мариза Мелл — Карлотта Гавина

## Музыка
Фильм и его саундтрек включают в себя песню в исполнении Дайаны Росс «Theme from Mahogany (Do You Know Where You’re Going To)», которая стала хитом номер один в США в Billboard Hot 100 в 1976 году. Песня также была отмечена многими критиками и получила номинацию на премию «Оскар» как лучшая песня к фильму. Также в 2004 году Американский институт киноискусства добавил песню в список номинантов для включения в список «100 лучших песен из американских фильмов за 100 лет по версии AFI».